# Dan Bornemark
Dan Helge Valter Bornemark, född 22 april 1965 i Limhamns församling i Malmö, är en svensk musiker, kompositör och musikproducent av framför allt musik för barn.

## Biografi
Bornemark växte upp i Malmö som son till musikern Valter Bornemark och barnmusikskaparen Gullan Bornemark. I likhet med sina tre syskon deltog han redan som barn i familjens musicerande i olika sammanhang och har även som vuxen varit verksam som musiker. Han har bearbetat och tillsammans med sin mor gjort nya, moderniserade arrangemang och orkesterinspelningar av hennes sånger på både CD och konserter. Han har också, delvis med hustrun Annika Bornemark, skrivit och gett ut ett antal skivor med egna sånger och ger regelbundet konserter runtom i Sverige. Han intresserar sig för musik för barn från väldigt låg ålder och uppåt, bland annat under namnet Trams. Inte sällan har han samarbetat med mindre orkestrar och symfoniorkestrar, såsom Malmö Symfoniorkester. Han är bosatt i Höganäs. 
Flera skivor har nominerats för Grammis och hans album för barn är: Fruktsallad (1995), Jorden Runt (1999), TRAMS (2007), Lilla Trams (2010), Minitrams 1, Minitrams 2 (2012) och Typ (2017). Tillsammans med modern har han även givit ut sångboken Tuttifrutti, med sångerna från samlingen Fruktsallad.
2022 släppte Bornemark det första albumet Green Asphalt med sitt progressiva rockprojekt Green Asphalt.
Dan Bornemark var 1993–1996 gift med sångerskan Ulrika Gudmundsson (född 1970) och är nu[sedan när?] omgift med Annika Flodner (född 1969). Även hans döttrar Hjördis och Signe medverkar på skivinspelningar med sin far och farmor.

## Diskografi
- 1991 – Gullan Bornemix
- 1995 – Fruktsallad (tillsammans med Gullan Bornemark)
- 1997 – Klang i bygget (text/producent, med Gullan Bornemark)
- 1999 – Jorden runt (RFM records).[4]
- 2000 – Sjung för Guds skull (Aksént) (text/producent, med Gullan Bornemark).[5]
- 2002 – Tut i rutan (Gammafon), tillsammans med Gullan Bornemark.[6]
- 2007 – Trams (Bönan Records).[7]
- 2010 – Lilla Trams
- 2012 – Minitrams 1 (Bönan Records).[8]
- 2012 – Minitrams 2
- 2017 – Typ

## Kompositioner

### Melodifestivalen
- 1995 – Jag tror på dig med Ulrika Bornemark och Göran Rudbo (skriven tillsammans med Ulrika Bornemark).